# Boussay, Indre-et-Loire

Boussay este o comună în departamentul Indre-et-Loire, Franța. În 1 ianuarie 2022 avea o populație de 226 de locuitori.